# 斯特魯普基夫
48°42′27″N 24°49′21″E / 48.70750°N 24.82250°E
斯特魯普基夫（烏克蘭語：Струпків），是烏克蘭的村落，位於該國西部伊萬諾-弗蘭科夫斯克州，由科洛梅亞區負責管轄，面積17.9平方公里，2001年人口1,325，人口密度每平方公里74.1人。